# Episodi de Il brivido dell'imprevisto (settima stagione)
La settima stagione della serie televisiva Il brivido dell'imprevisto è stata trasmessa in anteprima nel Regno Unito dalla Independent Television tra il 12 maggio 1984 e il 21 ottobre 1984.
| nº | Titolo originale                   | Titolo italiano                           | Prima TV Regno Unito | Prima TV Italia   |
| -- | ---------------------------------- | ----------------------------------------- | -------------------- | ----------------- |
| 1  | The Dirty Detail                   |                                           | 12 maggio 1984       |                   |
| 2  | The Best Chess Player in the World | Il miglior giocatore di scacchi del mondo | 19 maggio 1984       | 28 settembre 1985 |
| 3  | Proxy                              |                                           | 26 maggio 1984       |                   |
| 4  | Have a Nice Death                  | Buona morte                               | 2 giugno 1984        | 12 ottobre 1985   |
| 5  | Number Eight                       | Il numero otto                            | 9 giugno 1984        | 26 ottobre 1985   |
| 6  | The Last of the Midnight Gardeners |                                           | 16 giugno 1984       |                   |
| 7  | The Gift of Beauty                 | Il dono della bellezza                    | 30 giugno 1984       | 25 luglio 1984    |
| 8  | Wet Saturday                       | Un sabato bagnato                         | 7 luglio 1984        |                   |
| 9  | Sauce for the Goose                | Sotto a chi tocca                         | 21 luglio 1984       | 23 febbraio 1985  |
| 10 | Bird of Prey                       | Uccello da preda                          | 4 agosto 1984        | 3 giugno 1987     |
| 11 | I Like It Here in Wilmington       | Adulterio su commissione                  | 11 agosto 1984       | 2 aprile 1984     |
| 12 | Accidental Death                   | Morte accidentale                         | 19 agosto 1984       | 14 giugno 1987    |
| 13 | The Reconciliation                 | La riconciliazione                        | 16 settembre 1984    | 5 ottobre 1985    |
| 14 | The Mugger                         | Il rapinatore                             | 14 ottobre 1984      | 9 novembre 1985   |
| 15 | The Open Window                    | La finestra aperta                        | 21 ottobre 1984      | 15 marzo 1982     |